# Église Saint-Rémi de Manvieux
Pour les articles homonymes, voir Église Saint-Rémi.
L'église Saint-Rémi est une église catholique située à Manvieux, en France.

## Localisation
L'église est située dans le département français du Calvados, dans le bourg de Manvieux.

## Historique
L'édifice est inscrit au titre des monuments historiques depuis le 29 octobre 1926.